# Anolis aquaticus
Anolis aquaticus (водяний аноліс) — вид ігуаноподібних ящірок родини анолісових (Dactyloidae). Мешкає в Коста-Риці і Панамі.

## Поширення і екологія
Водяні аноліси мешкають на заході Коста-Рики та на крайньому північному заході Панами. Вони живуть у вологих тропічних лісах в низинах і передгір'ях, де трапляються в заростях на берегах струмків. Ведуть напівводний спосіб життя. Відкладають яйця.